# Ciron (Fluss)
Der Ciron ist ein Fluss in Frankreich, der in der Region Nouvelle-Aquitaine verläuft. Er entspringt im Gemeindegebiet von Lubbon, entwässert generell Richtung Nordwest und mündet nach rund 97
Kilometern im Gemeindegebiet von Barsac als linker Nebenfluss in die Garonne. Auf seinem Weg durchquert der Ciron die Départements Landes, Lot-et-Garonne und Gironde.

## Weinbau
Der Fluss passiert die Weinanbaugebiete von Barsac und Sauternes. Sein kaltes Quellwasser bildet bei der Einmündung in das wärmere Wasser der Garonne im Herbst Nebel und schafft somit die besten Voraussetzungen für den Edelfäule-Pilz Botrytis cinerea, der für die Erhöhung des Zuckergehaltes der Weintrauben bei der Produktion von Süßweinen nötig ist.

## Orte am Fluss
- Lubbon
- Bernos-Beaulac
- Villandraut
- Noaillan
- Léogeats
- Bommes
- Pujols-sur-Ciron